# Concertouverture nr. 3
De Concertouverture nr. 3 opus 14 is een compositie van Niels Gade. Gade had al twee ouvertures geschreven met programmatische titels: Efterklange af Ossian en Im Hochland. De derde ouverture kreeg geen programma mee, het is een abstract werk. Toch is dat niet geheel en al het geval. Het piano-uittreksel voor quatre mains kreeg in de handschriftversie de titel Achillesouverture mee. De componist liet dat bij de orkestversie weg. Het deed het werk geen goed. In tegenstelling tot de twee eerdere ouvertures is deze concertouverture vrijwel onbekend gebleven, de discografie in 2013 was navenant. De eerste uitvoering vond plaats op 1 januari 1847 door het Gewandhausorchester onder leiding van de componist.
Het werk kent tempoaanduiding Allegro moderato e maestoso – Allegro con fuoco.